# الحارث بن الربيع العبسي

الحارث بن الربيع بن زياد العبسي  أحد صحابة النبي محمد، كان من وفد بني عبس الذين وفدوا على رسول الإسلام، وابن الربيع العبسي صاحب القصة مع لبيد بن ربيعة عند النعمان بن المنذر وله أخبار غيرها وهو من أشرف العرب في الجاهلية.

## نسبه
هو الحارث بن الربيع بن زياد بن عبد الله بن سفيان بن ناشب بن هدم بن عوذ بن غالب بن قطيعة بن عبس بن بغيض بن ريث بن غطفان بن سعد بن قيس عيلان بن مضر بن نزار.
جدته فاطمة بنت الخرشب، واسم الخرشب عمرو بن النضر بن حارثة بن طريف بن أنمار بن بغيض بن ريث بن غطفان، وهي إحدى المنجبات، كان يقال لبنيها الكملة، وهم: الربيع الكامل، وعمارة الوهاب، وأنس الفوراس.

## إسلامه
وفد على النبي ﷺ تسعة رهط من بني عبس ومنهم الحارث بن الربيع بن زياد وهو الكامل وميسرة بن مسروق وقنان بن دارم وبشر بن الحارث بن عبادة وهدم بن مسعدة وسباع بن زيد وأبو الحصن بن لقمان وعبد الله بن مالك وفروة بن الحصين بن فضالة، فأسلموا فدعا لهم رسول الله ﷺ بخير، وقال: "ابغوني رجلا يعشركم أعقد لكم لواء"، فدخل طلحة بن عبيد الله فعقد لهم لواء وجعل شعارهم: يا عشرة.